# がむしゃら
『がむしゃら』は、とんねるずの9枚目のオリジナル・アルバム。1992年7月24日発売。
初回盤のみ、写真集付特製パッケージ。

## 収録曲
全曲　作詞：秋元康、作曲・編曲：後藤次利
1. 1978年の金網の向こうに
2. セブンスコードを天国にくれ
3. おまえを離さない
4. まっぴらごめん
5. RAIN RAIN
石橋ソロ曲。
6. 大人になるな
日本テレビ系列「とんねるずの生でダラダラいかせて!!」エンディング・テーマ。
7. おやすみムーンライト
木梨ソロ曲。
8. 思い出にクラクション
9. 帰れ!
10. がむしゃら

## 参考
- テレビ番組ではがむしゃら (テレビ番組) （BS松竹東急）。